# 魯默河

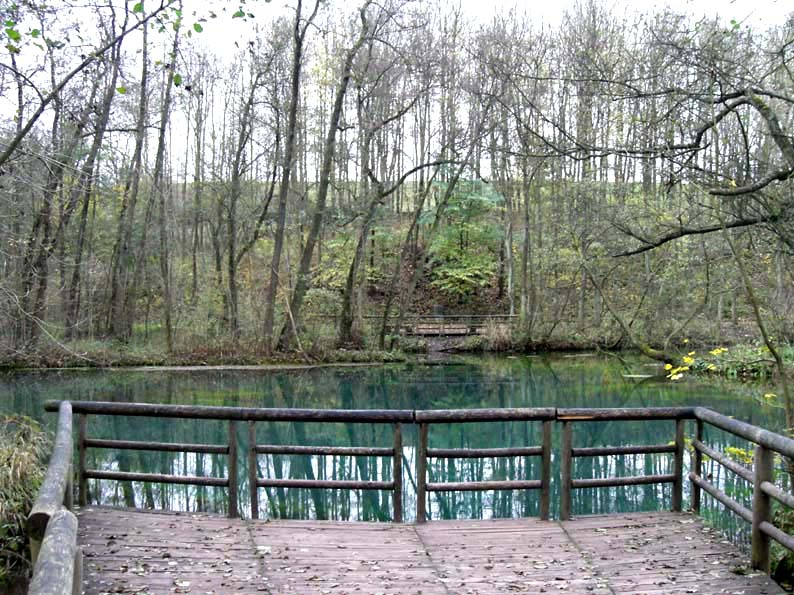

魯默河（德語：Rhume，發音：[ˈʁuːmə]）是德國的河流，位於該國北部下薩克森州，屬於莱讷河的右支流，河道全長48公里，流域面積1,200平方公里，發源自鲁姆施普林格，流經鲁姆施普林格和卡特伦堡-林道，河口處在诺特海姆以西。